# Euchloe ausonides
Euchloe ausonides är en fjärilsart som först beskrevs av Lucas 1852.  Euchloe ausonides ingår i släktet Euchloe och familjen vitfjärilar. Inga underarter finns listade i Catalogue of Life.

## Bildgalleri

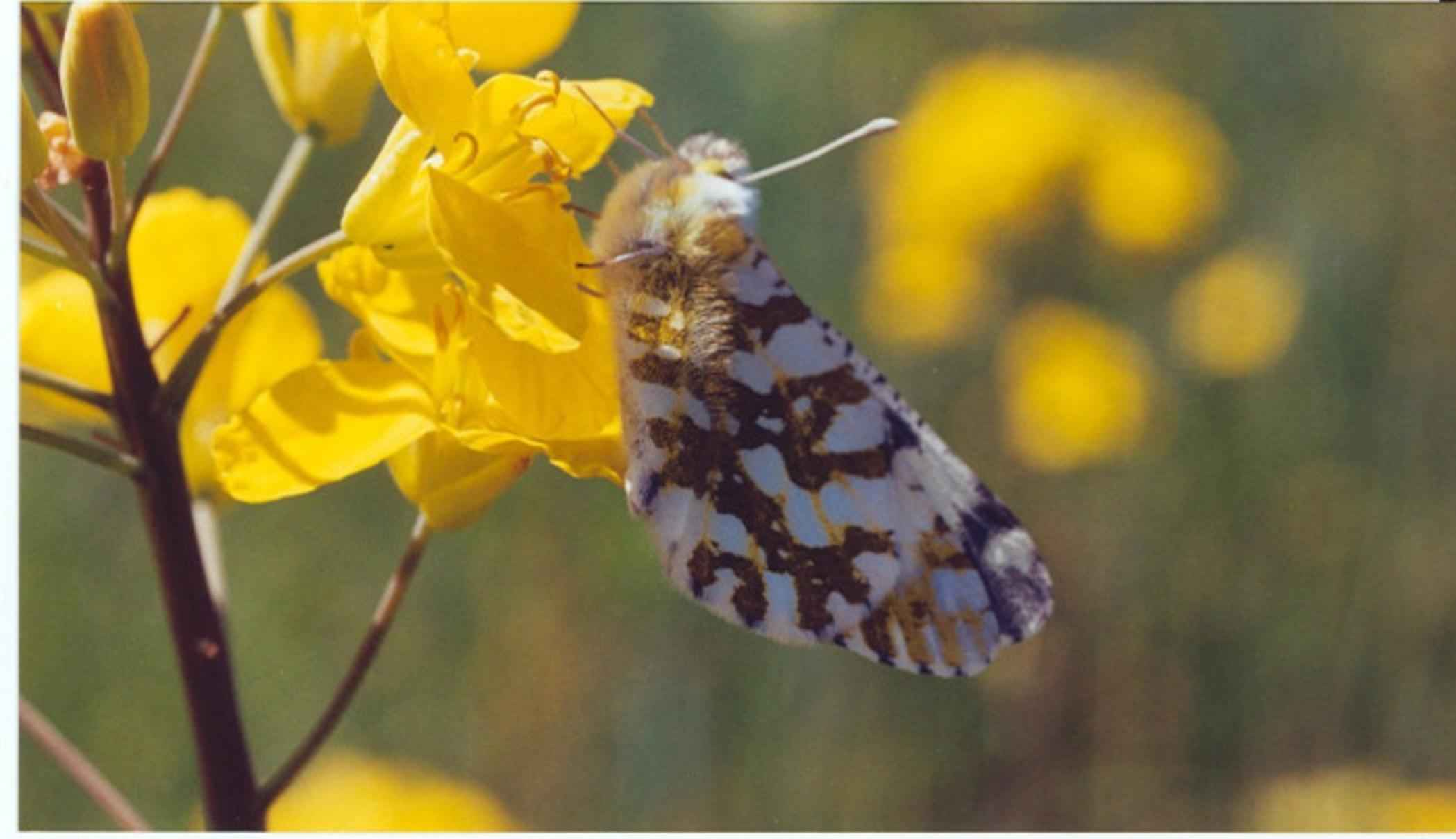